# Cheikh Samb
Pour les articles homonymes, voir Samb.
Cheikh Tidiane Samb (né le 22 octobre 1984 à Dakar) est un joueur professionnel sénégalais de basket-ball évoluant au poste de pivot. Samb mesure 2,16 mètres et pèse 111 kilos.

## Biographie
Durant la saison 2005-2006, Samb joue four le WTC Cornellá en seconde division espagnole où il termine avec 9,6 points, 7,7 rebonds et 3,1 contres par match en tirant à 51,4 % aux tirs et 76,1 % aux lancers-francs. Il joue 26 minutes par match en ayant participé à 29 rencontres. Il est le meilleur contreur du championnat.
Samb est drafté par les Lakers de Los Angeles en 51e choix de la draft 2006 mais il est transféré le même jour aux Pistons de Détroit contre l'arrière Maurice Evans. Après avoir été drafté, il participe à la NBA Summer League 2006 avec les Pistons où il tourne à 7,2 points, 4,8 rebonds et 1,8 contre en tirant à 65,2 % aux tirs et 60,0 % aux lancers-francs. Toutefois, il retourne au WTC Cornellá pour la saison 2006-2007.
Durant sa seconde saison avec Cornellá, Samb a des moyennes de 10,5 points, 7,3 rebonds et 2,9 contres où il tire à 52 % aux tirs et 61 % aux lancers-francs en jouant 24 minutes par match sur un total de 19 rencontres car il a dû manquer quelques rencontres à cause de plusieurs blessures. Il participe de nouveau à la NBA Summer League en 2007 avec les Pistons mais ne parvient pas à afficher de meilleures statistiques que lors de la précédente édition bien qu'il ait été titulaire sur quatre des cinq matchs. Cependant, il signe un contrat avec les Pistons le 17 juillet 2007.
Le 16 novembre 2007, Samb joue son premier match en saison régulière NBA, contre les Lakers de Los Angeles ; il termine la rencontre avec quatre rebonds, deux points et deux contres en quinze minutes, avant d'être envoyé en D-League, chez les Mad Ants de Fort Wayne.
Le 14 décembre, durant son second match en D-League, contre les Wizards du Dakota, Samb prend un coup dans la bouche et perd ses deux dents de devant. Les dents, qui n'étaient pas totalement sorties de leur racine, ont été complètement retirées puis remises par un dentiste. Il a également souffert d'une fracture de la mâchoire supérieure.
Samb est rappelé en NBA le 21 décembre mais il retourne chez les Mad Ants le 29 janvier 2008. Le 3 février, il réalise un triple-double avec les Mad Ants en terminant la rencontre avec douze points, douze rebonds et onze contres. Le 22 mars, il est de nouveau rappelé par les Pistons.
En 2007-2008, Samb joue 4 matchs en NBA avec 8 minutes de moyenne pour 1,8 point, 1,8 rebond, 0 passe décisive, 0,5 contre et 0,25 interception de moyenne.
Le 3 novembre 2008, il est transféré avec Chauncey Billups et Antonio McDyess aux Nuggets de Denver contre Allen Iverson. Sonny Weems et lui sont ensuite envoyés en D-League chez les 14ers du Colorado, l'équipe affiliée aux Nuggets dans la ligue de développement. Le 5 janvier 2009, il est transféré aux Clippers de Los Angeles avec une somme d'argent conter un second tour de draft.
Le 16 février 2009, il est licencié par les Clippers. Le 2 mars 2009, il signe un contrat de dix jours avec les Knicks de New York. Le 12 mars, il signe un second contrat de dix jours. Le 23 mars, il n'est pas conservé par les Knicks avec qui il a disputé deux rencontres.
Le 1er octobre 2009, il signe un contrat d'un mois avec l'équipe espagnole du Real Madrid. Il ne dispute qu'un seul match avec l'équipe et est libéré en novembre.
Il fait partie de l'équipe des Raptors de Toronto pour la NBA Summer League 2010. Durant la finale du tournoi, Samb termine avec onze points, quinze rebonds et sept contres.
Le 1er novembre 2010, il est drafté par le Skyforce de Sioux Falls à la 11e position lors de la draft 2010 de D-League. Cependant, il ne fait pas partie des dix joueurs présents dans l'effectif au début de la saison.
En décembre 2010, il signe en Iran chez le Mahram Téhéran, un prétendant au titre de champion.